# Navid Mohammadzadeh

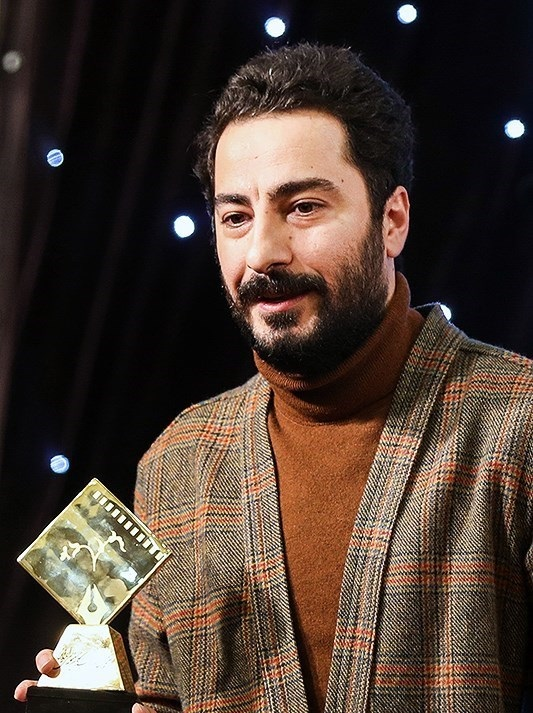
Navid Mohammadzadeh (2020)

Navid Mohammadzadeh (persisch نوید محمدزاده; * 6. April 1986 in Teheran) ist ein iranischer Schauspieler. Er hat verschiedene Auszeichnungen erhalten, darunter zwei Crystal Cymorgh, vier Hafez Awards, drei Iran Cinema Celebration Awards und vier Iran’s Film Critics and Writers Association Awards. 2017 gewann er bei den 74. Internationalen Filmfestspielen von Venedig den Orizzonti Award als bester Schauspieler für seine Rolle in Eine moralische Entscheidung (2017).

## Leben
Er wurde in der Provinz Teheran geboren, stammt aber ursprünglich aus Mehrān. Bis zu seinem zweiten Lebensjahr war er in Teheran, danach ging er nach Ilam und blieb dort bis zum Ende der Mittelschule. Er hat einen postgradualen Abschluss in Bauingenieurwesen. Bei den Dreharbeiten zu der Serie „Ghoorbaghe“ im Jahr 2020 lernte er die Schauspielerin Fereshteh Hosseini kennen, die später seine Frau wurde.

## Filmografie (Auswahl)
- 2014: I’m Not Angry!
- 2016: Life and a Day
- 2017: Eine moralische Entscheidung (persisch بدون تاریخ بدون امضا Bedoune Tarikh, Bedoune Emza)
- 2018: Sheeple
- 2019: Teheran Connection (persisch متری شیش و نیم; Metri Shesh Va Nim)
- 2019: The Warden
- 2022: Leilas Brüder (persisch برادران لیلا; Baradarane Leila)
- 2022: Beyond the Wall (persisch شب، داخلی، دیوار Shab, Dakheli, Divar)
- 2022: Subtraction (persisch تفریق; Tafrigh)